# Cuyahoga Heights, Ohio
Cuyahoga Heights là một làng thuộc quận Cuyahoga, tiểu bang Ohio, Hoa Kỳ. Năm 2010, dân số của làng này là 638 người.

## Dân số
- Dân số năm 2000: 599 người.
- Dân số năm 2010: 638 người.